# Liste der Naturdenkmale in Hornberg
| Naturdenkmale | Anzahl |
| ------------- | ------ |
| FND           | 10     |
| END           | 1      |
| Gesamt        | 11     |

Die Liste der Naturdenkmale in Hornberg nennt die verordneten Naturdenkmale (ND) der im baden-württembergischen Ortenaukreis liegenden Stadt Hornberg. In Hornberg gibt es insgesamt elf als Naturdenkmal geschützte Objekte, davon zehn flächenhafte Naturdenkmale (FND) und ein Einzelgebilde-Naturdenkmal (END).
Stand: 31. Oktober 2016.

## Flächenhafte Naturdenkmale (FND)
| Name                     | Bild | Kennung     | Einzelheiten | Position | Fläche Hektar | Datum         |
| ------------------------ | ---- | ----------- | ------------ | -------- | ------------- | ------------- |
| Apfelfelsen              |      | 83170510009 | Hornberg     | ???      | 0,1           | 29. Aug. 1963 |
| Bismakfelsen             |      | 83170510002 | Hornberg     | ???      | 0,1           | 29. Aug. 1963 |
| Buchenstein              |      | 83170510010 | Hornberg     | ???      | 0,4           | 29. Aug. 1963 |
| Feierabendfelsen         |      | 83170510004 | Hornberg     | ???      | 0,2           | 29. Aug. 1963 |
| Felsenfräulein           |      | 83170510003 | Hornberg     | ???      | 0,1           | 29. Aug. 1963 |
| Kanzel                   |      | 83170510005 | Hornberg     | ???      | 0,1           | 29. Aug. 1963 |
| Karlstein                |      | 83170510008 | Hornberg     | ⊙        | 0,2           | 29. Aug. 1963 |
| Teufelstritt             |      | 83170510006 | Hornberg     | ???      | 0,1           | 29. Aug. 1963 |
| Uhufelsen                |      | 83170510001 | Hornberg     | ???      | 0,1           | 29. Aug. 1963 |
| Windeckfelsen            |      | 83170510007 | Hornberg     | ???      | 0,3           | 29. Aug. 1963 |
| Legende für Naturdenkmal |      |             |              |          |               |               |

## Einzelgebilde (END)
| Name                     | Bild | Kennung     | Einzelheiten | Position | Fläche Hektar | Datum         |
| ------------------------ | ---- | ----------- | ------------ | -------- | ------------- | ------------- |
| Buche                    |      | 83170510011 | Hornberg     | ???      | 0,0           | 28. Okt. 1986 |
| Legende für Naturdenkmal |      |             |              |          |               |               |